# Жибуртович, Павел Николаевич
Павел Николаевич Жибуртович (8 сентября 1925, Самара — 21 февраля 2006, Москва) — советский хоккеист. Заслуженный мастер спорта СССР (1953).

## Биография
Третий из четырёх братьев Жибуртовичей, трое из которых играли в хоккей. Отец, Николай Арсентьевич — трёхкратный кавалер Георгиевского креста, раненый на полях сражений Первой мировой войны, приехал в волжский город Самара после этой войны. Полковой писарь сократил его фамилию из Жибурт-Жибуртовича до Жибуртовича и с тех пор её носят все его потомки. Предки же Жибурт-Жибуртовичей были известны среди первых французских колонистов Одессы, затем работал бухгалтером
Все братья начали заниматься спортом на куйбышевском стадионе «Спартак», рядом с которым жили. Двое впоследствии стали известными хоккеистами, его брат — Юрий, погиб в авиационной катастрофе вместе с командой ВВС.
Семь сезонов играл за «Динамо», пользовался в команде огромным авторитетом, и стал одним из лучших защитников страны 50‑х годов. Отличительной особенностью Жибуртовича была его неудержимость и самоотверженность на льду. Пройти Жибуртовича, по свидетельствам игравших против него, было невероятно сложно.
По окончании игровой карьеры остался в «Динамо». С 1963 по 1985 год он работал инструктором-методистом одного из районных советов физкультуры МГС «Динамо».
В 70-х годах работал заместителем начальника отдела, который занимался организацией физической и специальной подготовкой сотрудников КГБ в управлении кадров.
Похоронен на Хованском (Центральном) кладбище в Москве (участок № 24"Г").
В 2004 году Жибуртович был избран в Зал Славы отечественного хоккея, а его именной стяг с номером 2 поднят под своды домашней арены ХК «Динамо».

## Личная жизнь
В Самаре родилось четыре сына. Старшим был — Николай (5.05.1919 — 2001) — архитектор. Потом появился Юрий (1921 года рождения — 05.01.1950), Павел (8.09.1925 — 21.02.2006) и Лев (6.04.1927 г. р.) — хоккеисты.
Самый старший брат Николай — известный в Самаре архитектор, более 20 лет был директором самого крупного в городе и регионе проектного института «Гражданпроект». Его сын Юрий Жибуртович тоже стал архитектором-строителем и занимал посты главного архитектора Октябрьского района г. Куйбышев, главного инженера института «Волгогипрозем».

## Карьера
- 1950—1953 — ВВС МВО
- 1953—1955 — ЦСКА (ЦДСА, ЦСК МО)
- 1955—1962 — Динамо (М)

## Достижения
- Чемпион мира 1954. Второй призёр ЧМ 1955 и 1957. На ЧМ — 12 матчей.
- Чемпион СССР 1951—1953. Второй призёр чемпионата СССР 1954, 1959, 1960 и 1962. Третий призёр чемпионата СССР 1956—1958. В чемпионатах СССР — 248 матчей, 29 голов.
- Обладатель Кубка СССР 1952, 1954.
- Победитель хоккейного турнира I зимней Спартакиады народов СССР 1962.
- Избран в Зал Славы Отечественного хоккея (2004).